# 835

## Nașteri
- dată necunoscută: Ludovic cel Tânăr  (d. 882)
- dată necunoscută: Otto I de Saxonia  (d. 912)
- dată necunoscută: Guaifer de Salerno  (d. 880)

## Decese
- 22 aprilie: Kūkai  (n. 774)
- dată necunoscută: Hunfrid de Istria  (n. ?)